# Ночные воины: Охотники на вампиров
Night Warriors: Darkstalkers' Revenge (оригинальное название Vampire Hunter: The Animated Series (яп. ヴァンパイアハンター THE ANIMATED SERIES) в Японии) — OVA из четырёх серий, созданных компанией Madhouse совместно с DR Movie по лицензии компании Capcom. Первоначально серии были выпущены в 1997 году. Английская дублированная версия переведена Viz Media в 1999 году. Аниме было выпущено на VHS, DVD и UMD. В 2006 году оно было озвучено на русском языке студией «Камертон» и издано на DVD компанией MC Entertainment.
Аниме основано на серии видеоигр Capcom — Darkstalkers. Персонажи были разработаны Сюко Мурасэ, анимация была сделана Асами Эндо и Ёсинори Канадой. Завершающая тема аниме «Trouble Man», написанная Экити Ядзавой, также была использована в качестве начальной темы в игре Darkstalkers: The Night Warriors.

## Сюжет
В разгар войны между семьями Демитрия Максимофф и Морриган Аэнсланд, для управления миром демонов, прибывает на Землю пришелец-захватчик Пирон и планирует захватить планету. Однако есть шанс остановить его, а именно те люди, называющие себя Тёмными Сталкерами (англ. Darkstalkers). Между тем, Дампир Донован Бейн стремится избавиться от проклятой крови, которая течёт в его венах. Четыре героя из оригинальной игры: Анакарис, Рикуо, Сасквач и Виктор не присутствуют в основной сюжетной линии OVA, по-видимому были убиты Пироном, так можно судить по флэшбеку, показанному в начале четвёртого эпизода.

## Персонажи
| Персонаж                   | Японская озвучка | Английская озвучка     |
| -------------------------- | ---------------- | ---------------------- |
| Демитрий Максимофф         | Акио Оцука       | Пауль Добсон           |
| Донован                    | Унсё Исизука     | Ари Соломон            |
| Фелиция                    | Юкана            | Джанис Джод            |
| Галонн (Джон Талбейн)      | Фумихико Татики  | Элвин Сандрес          |
| Хання (Бишамон)            | Масаси Эдара     | Дон Браун/Майкл Добсон |
| Хутзил                     |                  | Уорд Перри             |
| Лей-Лей (Ксиен-Ко)         | Юко Миямура      | Николь Оливер          |
| Мама Лей-Лей и Лин-Лин     | Кумико Такидзава |                        |
| Лин-Лин (Мей-Линг)         | Мая Окамото      | Джен Перри             |
| Морриган Аенсланд          | Рэй Сакума       | Кэйтлин Барр           |
| Анита                      | Акико Ядзима     | Андреа Либман          |
| Пирон                      | Синдзи Огава     | Дэвид Кай              |
| Забель Зарок (Лорд Раптор) | Коити Ямадэра    | Скотт Макнейл          |

## Эпизоды
1. Return of the Darkstalkers / Возвращение ночных воинов
2. Blood of the Darkstalkers, Power of the Darkstalkers / Тёмная кровь, тёмная сила
3. Pyron Descending / Пришествие Пирона
4. For Whom They Fight / За кого они бьются

## Восприятие
Аниме включено в книгу «500 важнейших аниме-фильмов» (500 Essential Anime Movies), написанную Хелен Маккарти в 2009 году.